# 勒索者别开枪
《勒索者别开枪》（英語：Blackmailers Don't Shoot）是雷蒙德·钱德勒的短篇小说。它于1933年12月首次在《黑色面具》杂志上发表。

## 情节摘要
女演员朗达·法尔（Rhonda Farr）拒绝了私人侦探马罗（Mallory）表面上的敲诈企图，其中涉及她写给一个名叫兰德里（Landrey）的黑帮老大的情书。马罗从法尔处离开后，被两个党羽拦住，他们得知法尔被绑架了，其中有一个叫麦克唐纳的人因为听到这个消息而感到很不高兴。他们把马罗带到了他们的藏身之处，在那里，麦克唐纳愤怒地与其他帮派成员谈论这次意外的绑架。他和马罗合作说服了其他人，马罗解释说，他实际上是兰德里雇来找这些信件的。随后，麦克唐纳、兰德里和他凭着几条线索救援法尔，麦克唐纳、兰德里和几个绑匪在救援过程中相继丧生。马罗把他在兰德里那里找到的信交给了试图假装参与了整个事件的法尔。后来，马罗找到兰德里的黑帮伙伴马多恩，向他索要欠款。他解释说，兰德里利用自己假装勒索法尔，作为绑架计划的一部分，恐吓法尔把他带回去。马多恩不知所措，而马罗则怀疑他妄图继续勒索，但是现在法尔拿到了勒索信，可以去寻求工作室的帮助了。最后，马多恩在无意中被杀，马罗受伤。在警察局，警长向马罗讲述了每起谋杀案的故事，它们都是不同寻常的杀人案。马罗微笑着暗示了法尔的处境，然后回家了。

## 改编
这部短篇小说被改编入了HBO系列剧《菲利普·马洛：私人之眼》的一集当中。 